# لا کایشا
لا کایشا (La Caixa) شرکت مددکاری اجتماعی اسپانیایی است، که در سال ۱۹۹۰ تأسیس شد.